# Philippe Morillon
Philippe Morillon, nascut el 24 d'octubre de 1935 en Casablanca (Marroc), és un exmilitar francès, que va aconseguir el grau de General de l'Exèrcit de Terra Francès, i després de passar a la reserva, va iniciar la seva carrera política, sent eurodiputat durant dues legislatures.

## Biografia

### Activitat militar
Nascut al Protectorat francès del Marroc, i fill d'un militar mort en la Segona Guerra Mundial, Morillon va ingressar el 1956 en l'Escola Militar Especial de Saint-Cyr, i va participar en els últims anys de la Guerra d'Algèria, mostrant-se crític amb la decisió de retirar-se del país presa pel govern francès.
El 1974 va ingressar en l'Escola Militar de l'Estat Major, i entre 1984 i 1986, va ser conseller militar de l'Assemblea Nacional de França.
Es va incorporar a la missió UNPROFOR de les Nacions Unides enviada a les Guerres Iugoslaves com a Oficial Major d'aquest contingent a Bòsnia i Hercegovina de 1992 a 1993. En el marc de la Guerra de Bòsnia, i al març de 1993, es va desplaçar a Srebrenica per visitar i tranquil·litzar als seus habitants, refugiats a la "zona segura" que delimitava la ciutat, assetjada per l'exèrcit serbobosnià (VRS), on va pronunciar una frase que es convertiria en lapidària: "mai us abandonarem". Dos anys més tard, el VRS al comandament del general Ratko Mladić va prendre la ciutat, i sense que els cascs blaus holandesos que la protegien intervinguessin, els serbobosnians van cometre el genocidi de Srebrenica, executant a uns 8.000 homes que s'hi trobaven.
Després de la seva sortida de Bòsnia, Morillon va ser nomenat comandant de la Força d'Acció Ràpida, per deixar l'exèrcit en complir els 62 anys, el 1997, amb el grau de general de l'exèrcit de terra (5 estels).

### Activitat política
Després de la seva passada a la reserva, va iniciar la carrera política, figurant en la llista de la UDF al Parlament Europeu per a la legislatura 1999-2004. El 13 de juny de 2004, va liderar la llista de UDF en la circumscripció interregional Occidental (Bretanya, País del Loira, Poitou-Charentes) amb la qual va resultar reelegit diputat al Parlament Europeu.
El General Morillon va ser membre de la comissió d'afers exteriors, drets humans, seguretat comuna i política de defensa i membre suplent de la comissió de cooperació i desenvolupament. Va representar a l'Assemblea interparlamentària paritària de la zona Àfrica-Carib-Pacífic, a la Unió Europea i al fòrum Euromediterrani. Va presidir també la delegació del Parlament Europeu en l'Assemblea parlamentària de l'OTAN. L'agost de 2009 fou el cap dels observadors de la Unió Europea en les eleccions presidencials de l'Afganistan.
A l'octubre de 2010, Morillon va realitzar una visita al memorial de la massacre a Srebrenica, però va haver d'abandonar el lloc davant les protestes d'un grup denominat "Mares de Srebrenica", que van acusar l'ex militar de no haver impedit la massacre dels seus fills. A la seva sortida, va declarar que "Si hagués sabut (…) que tot anava a acabar d'aquesta manera, hauria evacuat tothom. Però no vaig poder fer-ho, perquè m'haurien considerat còmplice de la neteja ètnica i perquè el govern de Sarajevo no volia".